# Ptyssoptera tryphera
Ptyssoptera tryphera là một loài bướm đêm thuộc họ Palaephatidae. Nó được tìm thấy ở Lãnh thổ Thủ đô Úc, New South Wales và Queensland.
Ấu trùng ăn lá được cuộn tròn bằng tơ của loài cây Persoonia levis.